# Eiskunstlauf-Europameisterschaft 1891
Die 1. Eiskunstlauf-Europameisterschaft war die erste Veranstaltung dieser Art. Sie fand am 23. und 24. Januar 1891 in Hamburg statt und wurde vom Deutschen und Österreichischen Eislaufverband organisiert. Es gab lediglich eine Herrenkonkurrenz und dort ausschließlich Pflichtfiguren. Erster Europameister im Eiskunstlaufen wurde Oskar Uhlig aus dem Deutschen Reich.

## Ergebnis

### Herren
| Platz | Sportler        | Land                 |
| ----- | --------------- | -------------------- |
| 1     | Oskar Uhlig     | Deutsches Reich      |
| 2     | Anon Schmitson  | Deutsches Reich      |
| 3     | Franz Zilly     | Deutsches Reich      |
| 4     | Josef Nowy      | Kaisertum Österreich |
| 5     | Willi Dienstl   | Kaisertum Österreich |
| 6     | Fritz Ahrendt   | Deutsches Reich      |
| 7     | Wilhelm Schulze | Deutsches Reich      |

## Quelle
- European figure skating championships 1891–1899. Skatabase, archiviert vom Original am 4. Dezember 2008; abgerufen am 18. Mai 2018 (englisch).